# 博爾索弗
博爾索弗（Bolsover）是英格蘭德比郡的一座集镇，這裡的地標是德爾索弗城堡。據2011年英國人口普查，博爾索弗有人口11,673人。